# ملعب سان ماميس (1913)
ملعب سان ماميس الملقب بـ La Catedral (الكتدرائية)، كان ملعب كرة قدم في بيلباو، بإسبانيا. امتلكه نادي أتلتيك بيلباو. تم هدمه في 2013.